# Le Corps immense du président Mao
Le Corps immense du président Mao est un roman de Patrick Grainville publié le 1er septembre 2011.

## Résumé
Partir à la recherche de sa fille dans la mégalopole chinoise de Shenzhen est une gageure. Comment Thomas va-t-il faire pour la retrouver dans ce dédale des villes modernes où tout se ressemble, dans ce symbole de la mondialisation où le gigantisme représente l'art suprême ? Cette quête est aussi une recherche d'identité dans une ville tentaculaire et sans âme, où des milliardaires provocants étalent leur fortune devant la foule grouillante des pauvres déracinés de leur campagne.

## Réception critique
Bien que divisée lors de sa publication,, une partie de la critique a été surprise par la « forme assez sobre » du roman d'un auteur considéré comme « foisonnant [et] lyrique ».

## Éditions
- Le Corps immense du président Mao, éditions du Seuil, 2011  (ISBN 9782021052671).
- Le Corps immense du président Mao, édition adaptée en braille, Paris, AVH, no 206038, 2012.